# Kleiner Würfel-Dickkopffalter
Der Kleine Würfel-Dickkopffalter oder Malven-Würfelfleck (Pyrgus malvae) ist ein Schmetterling aus der Familie der Dickkopffalter (Hesperiidae). Das Artepitheton leitet sich von den Pflanzenarten der Gattung Malva (Malven) ab, deren Blätter im Gegensatz zum Malven-Dickkopffalter jedoch keine Nahrung der Raupen darstellen.

## Merkmale

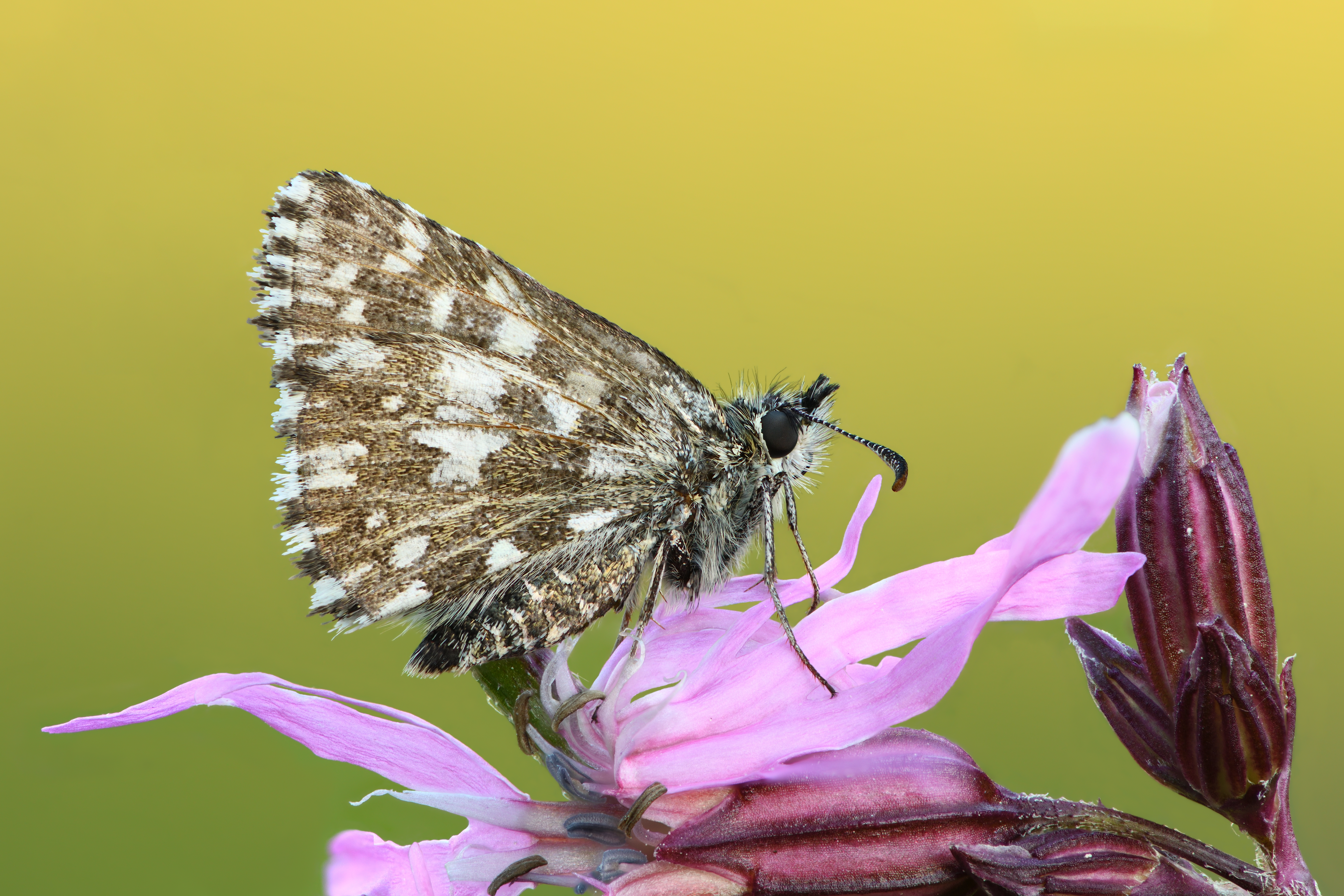
Unterseite

Die Falter erreichen eine Flügelspannweite von 18 bis 22 Millimetern. Die Flügeloberseiten sind braun bis schwarzbraun gefärbt und weisen zahlreiche weiße Würfelflecken und einen weiß und schwarz unterbrochenen Rand auf. Parallel zu diesem Rand verlaufen weiter innen liegend kleine weiße Flecken. Die Unterseiten der Hinterflügel sind graubraun gefärbt und haben ebenfalls weiße Flecken. Manchmal kommen Exemplare mit ausgedehnten weißen Flecken auf den Vorderflügeln vor.
Die Raupen werden ca. 19 Millimeter lang. Sie sind gelbgrün gefärbt und haben eine zarte grüne Rückenlinie. Sie sind zwischen den Segmenten mehr gelb gefärbt. Ihr Kopf ist schwarz. Ihr ganzer Körper ist mit sehr kurzen, weißen Haaren bedeckt.

### Ähnliche Arten
- Zweibrütiger Würfel-Dickkopffalter (Pyrgus armoricanus)
- Ambossfleck-Würfel-Dickkopffalter (Pyrgus onopordi)
- Roter Würfel-Dickkopffalter (Spialia sertorius)

## Vorkommen
Der Kleine Würfel-Dickkopffalter kommt in fast ganz Europa, außer im hohen Norden, in Teilen der Türkei und Zentralasien bis nach Korea bis in eine Höhe von 1.900 Metern vor. Er ist in Mitteleuropa fast überall zu finden und häufig, die Populationen gehen aber zurück. Er lebt in trockenen und warmen Gebieten, wie z. B. auf Trockenrasen, und felsigen Gegenden, aber auch in Feuchtgebieten wie z. B. Flachmooren und feuchten Streuwiesen.

### Ökologie
Innerhalb der Gattung Pyrgus ist der Kleiner Würfel-Dickkopffalter die einzige relativ Euryöke Art. Sie ist daher weniger im Bestand gefährdet. Er kommt nicht nur streng an warmtrocken Habitate wie die weiteren Arten der Gattung vor, sondern besiedelt Waldlichtungen, besonnte Waldwegränder, Moore, Mager- und Trockenrasen, große Böschungen und ähnliche Standorte. Die Art hat damit keine mikroklimatische Bindung.

### Flugzeiten
Die Tiere fliegen in einer oder manchmal in zwei Generation von Mai bis Anfang Juli oder April bis Anfang Juni und Ende Juli bis August.

## Nahrung der Raupen
Die Raupen ernähren sich ausschließlich von Rosengewächsen wie z. B. Rötlichem Fingerkraut (Potentilla heptaphylla), Gemeinem Odermennig (Agrimonia eupatoria) seltener auch von Kleinem Wiesenknopf (Sanguisorba minor) und Echtem Mädesüß (Filipendula ulmaria).

## Entwicklung
Die Weibchen legen ihre kugelförmigen und stark gerippten Eier einzeln an die Blätter oder andere Teile der Futterpflanzen. Die Raupe spinnt nach dem Schlüpfen ein umgeklapptes Blatt fest und lebt dann in dieser Behausung, die immer wieder erneuert, und dabei vergrößert wird. Sie verpuppt sich am Boden neben der Futterpflanze in einem aus versponnenen Blattresten und Spinnfäden hergestellten Kokon. Darin überwintern die Tiere. Nur selten schlüpfen sie im Herbst.

## Gefährdung und Schutz
- Rote Liste BRD: V (auf der Vorwarnliste).[5]